# Düsseldorfer Hütte
Die Düsseldorfer Hütte (italienisch Rifugio Serristori), auch Zaytalhütte, ist eine Schutzhütte in den Ortler-Alpen in Südtirol.

## Lage und Umgebung
Die Hütte befindet sich in 2721 m s.l.m. Höhe in den Laaser Bergen im Zaytal, das in das Suldental mündet und wie die gesamte Umgebung im Nationalpark Stilfserjoch unter Schutz gestellt ist. Sie liegt nordöstlich der zur Gemeinde Stilfs gehörenden Ortschaft Sulden, wo die einfachsten Zustiege ihren Anfang nehmen.
Nach Osten führt von der Düsseldorfer Hütte ein Anstieg (teils mit Klettersteig) zum Hohen Angelus. Richtung Norden erreicht man die Tschenglser Hochwand, Richtung Nordosten den Schafberg, das Zayjoch und den Kleinen Angelus. Nach Westen führt schließlich ein Steig über das Hintere und Vordere Schöneck zur Kälberalm und weiter Richtung Sulden.

## Geschichte

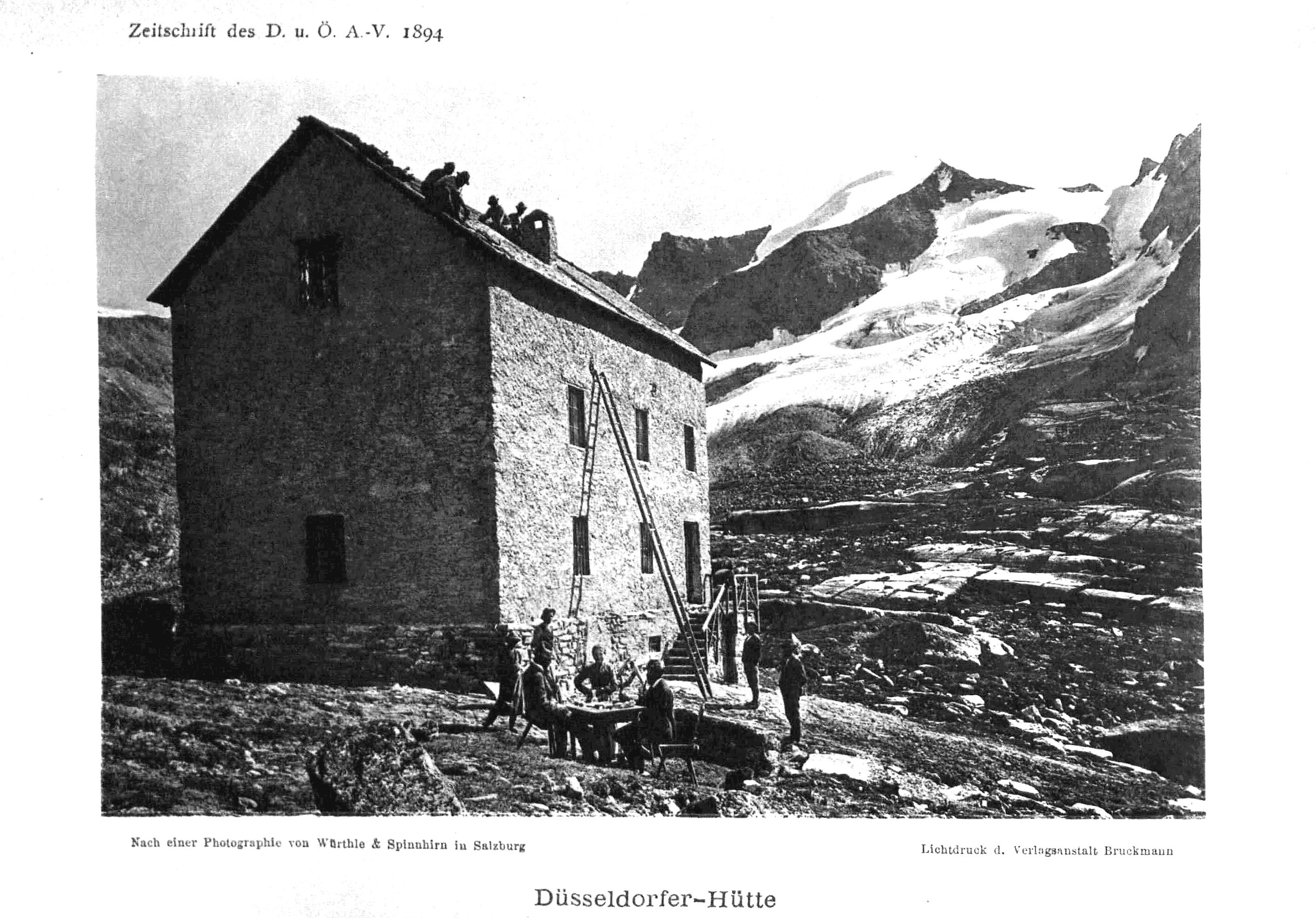
Düsseldorfer Hütte um 1894

Ansicht der Düsseldorfer Hütte gegen Königspitze, Zebrù und Ortler, 1909

Die Hütte wurde 1892 von der Sektion Düsseldorf des DuOeAV errichtet. Nach dem Ersten Weltkrieg wurde sie enteignet und der Sektion Florenz des CAI übergeben, der sie nach ihrem verunglückten Mitglied Alfredo Serristori benannte. 1928 übernahm die Sektion Mailand des CAI die Schutzhütte und veranlasste 1991 eine umfassende Neugestaltung mit tatkräftiger Mithilfe der Betreiberfamilie.
Zusammen mit 24 weiteren vom Staat enteigneten Schutzhütten ging die Düsseldorfer Hütte 1999 in das Eigentum der Autonomen Provinz Bozen – Südtirol über; mit Jahresende 2010 lief die Konzession zu deren Führung durch den CAI aus. Seit 2015 wird das Land Südtirol bei der Verwaltung der Hütte (Vergabe an Pächter, Überwachung der Führung, Sanierungsmaßnahmen) durch eine paritätische Kommission unterstützt, in der neben der öffentlichen Hand auch der AVS und der CAI vertreten sind.
Die Hütte wurde durch regelmäßige Besuche der ehemaligen deutschen Bundeskanzlerin Angela Merkel bekannt.

## Nachbarhütten
- Kälber-Hütte

## Zustieg
- von Sulden in 2,5 Stunden
- von der Bergstation des Kanzellift in 1,5 Stunden[6]

## Touren
- Hinteres Schöneck (3128 m) in 1,5 Stunden (Aufstieg)
- Tschenglser Hochwand (3370 m) 3,0 Stunden im Aufstieg
- Hoher Angelus (3530 m) in 3,5 Stunden im Aufstieg
- Vertainspitze (3545 m) in 5 Stunden Aufstieg[7]

## Klettersteige
- Südwandsteig C auf die Tschenglser Hochwand (3375 m)[8]